# Villavard
Villavard és un municipi francès, situat al departament del Loir i Cher i a la regió de Centre – Vall del Loira. L'any 2007 tenia 147 habitants.

## Demografia

### Població
El 2007 la població de fet de Villavard era de 147 persones. Hi havia 60 famílies, de les quals 16 eren unipersonals (16 homes vivint sols), 20 parelles sense fills, 20 parelles amb fills i 4 famílies monoparentals amb fills.
La població ha evolucionat segons el següent gràfic:
Habitants censats

### Habitatges
El 2007 hi havia 133 habitatges, 67 eren l'habitatge principal de la família, 55 eren segones residències i 11 estaven desocupats. Tots els 101 habitatges eren cases. Dels 67 habitatges principals, 52 estaven ocupats pels seus propietaris, 11 estaven llogats i ocupats pels llogaters i 4 estaven cedits a títol gratuït; 3 tenien una cambra, 9 en tenien dues, 11 en tenien tres, 14 en tenien quatre i 31 en tenien cinc o més. 64 habitatges disposaven pel capbaix d'una plaça de pàrquing. A 23 habitatges hi havia un automòbil i a 39 n'hi havia dos o més.

### Piràmide de població
La piràmide de població per edats i sexe el 2009 era:
| Homes | Edats   | Dones |
| ----- | ------- | ----- |
| 0     | 95 o +  | 0     |
| 0     | 90 a 94 | 0     |
| 0     | 85 a 89 | 0     |
| 0     | 80 a 84 | 0     |
| 4     | 75 a 79 | 8     |
| 0     | 70 a 74 | 4     |
| 4     | 65 a 69 | 0     |
| 8     | 60 a 64 | 8     |
| 4     | 55 a 59 | 4     |
| 12    | 50 a 54 | 12    |
| 8     | 45 a 49 | 12    |
| 0     | 40 a 44 | 0     |
| 4     | 35 a 39 | 0     |
| 0     | 30 a 34 | 8     |
| 0     | 25 a 29 | 0     |
| 4     | 20 a 24 | 0     |
| 4     | 15 a 19 | 4     |
| 0     | 10 a 14 | 0     |
| 4     | 5 a 9   | 4     |
| 0     | 0 a 4   | 4     |

## Economia
El 2007 la població en edat de treballar era de 100 persones, 80 eren actives i 20 eren inactives. De les 80 persones actives 77 estaven ocupades (42 homes i 35 dones) i 3 estaven aturades (2 homes i 1 dona). De les 20 persones inactives 11 estaven jubilades, 4 estaven estudiant i 5 estaven classificades com a «altres inactius».

### Ingressos
El 2009 a Villavard hi havia 65 unitats fiscals que integraven 148,5 persones, la mediana anual d'ingressos fiscals per persona era de 18.392 €.

### Activitats econòmiques
Dels 2 establiments que hi havia el 2007, 1 era d'una empresa de construcció i 1 d'una empresa de serveis.
L'únic servei als particulars que hi havia el 2009 era una lampisteria.
L'any 2000 a Villavard hi havia 8 explotacions agrícoles.

## Poblacions més properes
El següent diagrama mostra les poblacions més properes.